# Irina Rakobólskaya
Irina Viacheslávovna Rakobólskaia (en ruso: Ири́на Вячесла́вовна Ракобо́льская; Dankov,  RSFS de Rusia, 22 de diciembre de 1919 - Moscú, Federación de Rusia, 22 de septiembre de 2016) fue una matemática y física rusa que sirvió como líder del 46.º Regimiento «Tamán» de Guardias de Bombardeo Nocturno durante la Segunda Guerra Mundial. Tras la guerra, trabajó como física en la Universidad Estatal de Moscú, donde estudió la radiación cósmica. Recibió numerosos reconocimientos estatales durante su carrera, entre ellos el de Científico Distinguido de la RSFS de Rusia en 1990. Es coautora de un libro junto con Natalia Meklin-Kravtsova, una aviadora del regimiento, titulado Nos llamaron brujas de la noche (en ruso: Нас называли ночными ведьмами) sobre sus experiencias en la guerra, como el apodo que les pusieron sus enemigos alemanes, Nachthexen, que significa «brujas de la noche». Era la madre del también físico Andréi Linde.

## Biografía

### Infancia y juventud
Irina Rakobólskaia nació el 22 de diciembre de 1919 en la ciudad de Dankov, RSFS de Rusia, en el seno de una familia de profesores de física. Su padre, Viacheslav Rakobolski, se había graduado en la Universidad de Moscú con un grado en astronomía en 1910. Tras terminar el instituto en 1938, Rakobólskaia entró en la Facultad de Física de la Universidad Estatal de Moscú.

### Segunda Guerra Mundial
Rakobólskaya se unió al Ejército Rojo en octubre de 1941 tras el inicio de la Gran Guerra Patria. Otras diecisiete estudiantes de la universidad también se unieron al 588.º Regimiento de Bombardeo Nocturno y entrenaron en la Escuela de Aviación Militar Engels, incluyendo a Yevdokía Paskó, Yekaterina Riábova y Yevguenia Rúdneva, que recibieron el título de Heroínas de la Unión Soviética durante la guerra. Poco después de finalizar el entrenamiento en 1942, fue nombrada líder del regimiento. Cuando fue desmovilizada, con el grado de mayor en 1946, había realizado un total de quince salidas de combate como navegadora.

### Vida después de la guerra y contribuciones a la ciencia
En 1946, fue desmovilizada del ejército y finalizó su cuarto año de universidad y se graduó en 1949, tras defender su tesis sobre muones, desarrollada bajo la dirección de Gueorgui Zatsepin y Vladímir Véksler.
Entre 1950 y 1963, trabajó como ayudante de clase, y entre 1963 y 1977 como profesora ayudante. En 1977, obtuvo una plaza como profesora titular en el Departamento de Radiación Cósmica de la Facultad de Física de la Universidad Estatal de Moscú.
En 1968, conjuntamente con Gueorgui Zatsepin, Rakobólskaia dedicó un laboratorio al estudio de la radiación cósmica en el Instituto de Física Nuclear de la Universidad Estatal de Moscú y estuvo a cargo del mismo hasta 1991. En 1968, ordenó la instalación de cámaras de emulsión de rayos X a 60 metros bajo el suelo en el interior del metro de Moscú para estudiar la distribución angular en el cenit en muones. Su investigación trató el inusual fenómeno de la expansión coplanaria de partículas secundarias, y pudo establecer el límite de energía y la dependencia del fenómeno.
Desde 1971, fue directora adjunta del Departamento de Rayos Cósmicos y Física del Espacio en la Universidad Estatal de Moscú, e impartió cursos sobre radiación cósmica y física nuclear.
En 1962, defendió su tesis para el título de kandidat nauk en física y matemáticas, y en 1975 presentó su tesis para el título de dóktor naúk, estudiando la generación de muones de alta energía en la radiación cósmica. Publicó más de 300 trabajos, incluyendo un libro de texto sobre física nuclear.
A lo largo de su carrera enseñó a más de 80 000 estudiantes, fue directora de la unión de mujeres de la Universidad Estatal de Moscú, del Consejo Científico de la Facultad de Física, y del Consejo Científico sobre Radiación Cósmica en la Academia Rusa de las Ciencias. Tras jubilarse continuó dando charlas y enseñando ocasionalmente. Su hijo Andréi Linde se convirtió en físico teórico, y su otro hijo Nikolái Linde se hizo psicólogo. Falleció el 22 de septiembre de 2016 y fue enterrada junto a su marido en el cementerio Novodévichi.

## Obras principales
- Estudio de muones de energía ultra alta. - M: Nauka, 1975 .-- 210 p.
- Libro de texto de física nuclear. - 2.ª ed., Add. y revisado - M.: Editorial de la Universidad Estatal de Moscú, 1981 .-- 280 p.
- Interacción de hadrones de rayos cósmicos de energía ultra alta. - M.: Ed. Universidad Estatal de Moscú, 2000.- 250 p.
- Nos llamaban brujas de la noche. - M.: Ed. Universidad Estatal de Moscú, 2002.- 320 p.

## Premios y condecoraciones

### Militares
- Orden de la Bandera Roja[8]
- Tres Órdenes de la Guerra Patria[9][10][11]
- Orden de la Estrella Roja[12]
- Medallas de campaña

### Civiles
- Científico Distinguido de la RSFS de Rusia
- Profesor Distinguido de la Universidad Estatal de Moscú
- Orden de la Insignia de Honor
- Medalla al Trabajador Veterano
- Medalla al Mérito en la Dirección del Censo de la Población de Todas las Rusias